# Fernand Monier de La Sizeranne
Fernand Monier de la Sizeranne est un homme politique français né le 9 février 1835 à Paris où il est mort le 24 décembre 1910.

## Biographie
Fils de Paul Ange Henri Monier de La Sizeranne, il est député de la Drôme de 1869 à 1870, siégeant dans la majorité soutenant le Second Empire.